# Allogomtiotrematinae
Die Allogomtiotrematinae sind eine Unterfamilie der Saugwürmer, die im Darm von Süßwasserfischen parasitieren. Der Ösophagus ist weitlumig und hat am Ende ein oder zwei sackartige Erweiterungen. Die Geschlechtsöffnung liegt weit vor dem Bauchsaugnapf, ungefähr in der Mitte einer Linie zwischen Vorderende und Darmgabelung. Der Bauchsaugnapf liegt hinter der Darmgabel.
Zur Unterfamilie gehören zwei Gattungen:
- Allogomtiotrema Yamaguti, 1958
- Satyapalia Lakshminarayana & Hafeezullah, 1974